# HC Zeewolde
HC Zeewolde is een Nederlandse hockeyclub uit Zeewolde.
De club werd opgericht op 21 november 1991 en speelt op Sportpark De Horst, waar ook een tennis- en voetbalvereniging zijn gevestigd.
De eerste heren- en damesteams komen beide uit in de Derde klasse van de KNHB. In de zaal komen zowel het eerste heren team als het eerste dames team uit in de KNHB Eerste klasse.